# Gargara brunnea
Gargara brunnea är en insektsart som beskrevs av William D. Funkhouser. Gargara brunnea ingår i släktet Gargara och familjen hornstritar. Inga underarter finns listade i Catalogue of Life.